# Lookin' Through the Windows (singolo)
Lookin' Through the Windows è un brano del gruppo musicale statunitense The Jackson 5 estratto nel giugno 1972 come secondo singolo dall'omonimo album, dello stesso anno.

## Tracce
1. Lookin' Through the Windows – 3:33 (Clifton Davis)
2. Love Song – 3:15